# Сундукуль
Сундукуль (также Сундуколь) — озеро на юге Нижнетавдинского района Тюменской области России. Относится к бассейну Иртыша. Расположено в 25 км к север-северо-востоку от Тюмени, в междуречье Туры и Иски.

## Характеристика
Площадь озера — 5,76 км². Высота уреза воды над уровнем моря — 60 метров. Водоём имеет овальную форму. Длина озера — 3,6 км, максимальная ширина — 2,3 км в центральной части.
Береговая линия слабо изрезана. На дне озера отложения сапропели. Низкие и пологие берега, сильно заросшие камышом и кустарником. Река Капланка, левый приток Туры, впадает на западе и вытекает на юге. Село Тюнево расположено всего в 1,5 км к западу. На небольшом расстоянии от восточного берега — несколько СНТ.
Жители обращают внимание властей на высыхание озера, которое несколько лет подряд мелеет из-за засухи, превращаясь в заросшее поле. Чёткой береговой линии не наблюдается, вместо берегов — сплошное болото. Исчез подход к воде для рыбалки и купания. Сундукуль, среди прочих озёр, вошёл в программу по очистке водоёмов в Тюменском регионе.